# Nebožtíci přejí lásce
Nebožtíci přejí lásce, italsky Che cosa è successo tra mio padre e tua madre?, anglicky: Avanti!, je italsko-americká filmová romantická komedie z roku 1972 režiséra Billyho Wildera s Jackem Lemmonem a Juliet Millsovou v hlavní roli. Prakticky celý děj filmu se odehrává v Itálii na ostrově Ischia v Neapolském zálivu. Scénář napsal Billy Wilder a I.A.L. Diamond na podkladě stejnojmenné knihy z roku 1968 Samuela A. Taylora. Juliet Millsová byla za svoji roli Pamely Pigotové nominována na Zlatý glóbus, ocenění nezískala, Jack Lemmon svoji nominaci na tuto cenu proměnil.

## Děj
V úvodu filmu bohatý a vlivný průmyslník Wendel Ambruster jr. z Baltimore odlétá ze Spojených států v nevhodném oblečení přímo z golfového hřiště do Itálie, neboť musí urychleně vyřešit tragický skon svého otce a dopravu nebožtíka zpět domů do vlasti, který na italském ostrově Ischia nečekaně tragicky zahynul při autonehodě. Ještě v letadle si s jedním z cestujících na záchodě letounu vymění svůj sportovní oděv za společenské šaty, stane se tak včetně cestovních pasů, což při příletu do Říma způsobí malé nedorozumění během pasové kontroly, které se ale nakonec podaří italským pasovým úředníkům vysvětlit. Z Říma cestuje vlakem do Neapole, již ve vlaku se poprvé setká s londýnskou Angličankou Pamelou Pigotovou, se kterou poté hovoří i cestou na trajektu z Neapole na Ischii.
Oba bydlí v témže hotelu, v témže pokoji, ve kterém vždy bydleli i jejich rodiče. Wendel teprve zde postupně zjistí, že jeho otec sem po dobu 10 let pravidelně v létě jezdil za svojí milenkou, matkou slečny Pamely Pigotové a že oba pak nedávno společně zahynuli v automobilu, který se zřítil ze strmého srázu dolů do přímořské vinice. Wendel velmi spěchá s pohřbem a snaží se za aktivní pomoci ředitele hotelu Carlucciho co nejrychleji vyřídit všechny administrativní záležitosti tak, aby mohl co nejdříve nebožtíka odvézt z Itálie domů do USA. Během svého pobytu se však postupně velmi sblíží s Pamelou, takže vzájemná láska obou jejich rodičů se tak postupně přenese i na jejich děti. Během pobytu je v pokoji slečny Pamely pokojskou zavražděn hotelový sluha Bruno. Odvoz nebožtíků se zkomplikuje natolik, že odvoz nakonec musí zařizovat Ministerstvo zahraničí USA, které nebožtíka jmenuje diplomatem resp. obchodním atašé. Oba dva rodiče-nebožtíci jsou nakonec pohřbeni vedle sebe společně přímo na ostrově na rodinném pozemku rodiny ředitele hotelu Carlucciho. Mrtvý otec, kterého ovšem v zinkové rakvi zastupuje zavražděný hotelový sluha Bruno, a živý syn Wendel Ambruster jr. nakonec odlétají z ostrova helikoptérou amerického vojenského námořnictva. Pamela i Wendel si vzájemně slíbí, že se zde budou pravidelně scházet každý rok v létě tak, jako to činili po 10 let i jejich rodiče.

## Produkce
Film se natáčel především na ostrově Ischia a Capri. Hotel, ve kterém se děj odehrává, najdete v Sorrentu a natáčely se zde jak exteriéry, tak interiéry vč. scény na terase.

## Hrají
- Jack Lemmon – Wendell Armbruster Jr., americký velkoprůmyslník
- Juliet Mills – Pamela Piggottová, prodavačka v londýnském butiku
- Clive Revill – Carlo Carlucci, ředitel hotelu
- Edward Andrews – J.J. Blodgett, americký diplomat
- Gianfranco Barra – Bruno, hotelový sluha
- Giselda Castrini – Anna, pokojská
- Pippo Franco – Matarazzo
- Janet Agren – zdravotní sestra
- Giacomo Rizzo – barman
- Ty Hardin – pilot vrtulníku
- Antonino Faa Di Bruno – Concierge
- Raffaele Mottola – italský pasový úředník
- Harry Ray – Dr. Fleischmann